# Coit Tower
Coit Tower je 64 metrů vysoká věž ve čtvrti Telegraph Hill v San Franciscu v Kalifornii. Nachází se v parku Pioneer a byla postavena roku 1933 na počest Lillie Hitchcock Coit a jako pocta sanfranciským hasičům. Lillie Hitchcock Coit byla významnou osobností města San Francisco, která podporovala místní hasiče. Po její smrti roku 1929 byl její majetek, na základě poslední vůle, použit na zkrášlení města, tedy mimo jiné i na výstavbu této věže.
Samotná věž je postavena ve stylu art deco na základě návrhu architektů Arhtura Browna Jr. a Henry Howarda a v jejích interiérech věže jsou nástěnné malby řady různých umělců. Od ledna 2008 je součástí National Register of Historic Places.
Objevuje se v řadě kulturních děl. Jako symbol San Francisca ji například zmiňuje kniha Na cestě spisovatele Jacka Kerouaca a jako falický symbol ji ve svém filmu Vertigo použil Alfred Hitchcock.